# 高山䶄
高山䶄（学名：Alticola roylei）为仓鼠科高山䶄属的动物。在中国大陆，分布于西藏等地。该物种的模式产地在印度西北部库蒙。